# Karolina Tymińska
Karolina Tymińska (Świebodzin, Polonia, 4 de octubre de 1984) es una atleta , especialista en la prueba de heptalón, con la que llegó a ser medallista de bronce mundial en 2011.

## Carrera deportiva
En el Mundial de Daegu 2011 gana la medalla de bronce en la competición de heptalón, con una puntuación de 6544 puntos, quedando tras la británica Jessica Ennis y la alemana Jennifer Oeser.